# Mireille Steinitz
Mireille Steinitz, née le 29 août 1924 à Etterbeek en Belgique et morte en déportation le 31 juillet 1942 à 17 ans à Auschwitz, est une victime de la Shoah.

## Biographie
Mireille Steinitz est née à Ettebeek le 29 août 1924 dans une famille originaire de Pologne. Sa mère, Ruchel Freide (Rosa) (Rachel) Steinitz, est née Coldfinger est née le 8 août 1897 à Oswiecim en Pologne. Elles demeurent en France, à Dijon, 97, av. Victor Hugo en 1942. 
Une rafle est organisée en Côte d’Or les 13 et 14 juillet, quelques jours avant la rafle dite du Vel d'Hiv' à Paris, sur base d’un fichier de recensement des Juifs établi par les services de Vichy. 24 personnes sont arrêtées, parmi lesquelles 21 sont déportées, dont Mireille Steinitz, 17 ans et sa mère Rosa Steinitz (1896-1942),. Elles sont internées au camp de Pithiviers, et, quelques jours plus tard, font partie du convoi n° 6 du 17 juillet 1942 à destination d'Auschwitz,.
Mireille et Rosa Steinitz meurent à Auschwitz-Birkenau le 31 juillet 1942.

## Hommages
- Le nom de Mireille Steinitz est gravé sur le Mémorial de la Shoah, dalle n° 103, colonne n° 35, rangée n° 1 [6] et sur la plaque commémorative apposée de part et d'autre de l'entrée de la synagogue de Dijon[8].
- Un arrêté du 25 avril 2003 autorise l'apposition de la mention "Mort en déportation" sur l'acte de décès de Mireille Steinitz et celui de Ruchel Steinitz, née Coldfinger (JORF n°149 du 29 juin 2003)[2]
- À Dijon a lieu chaque année, à l'occasion de la Journée nationale à la mémoire des victimes des crimes racistes et antisémites de l'État français et d'hommage aux « Justes » de France, une cérémonie de commémoration en hommage aux 21 victimes du convoi n°6[9],[10].

## Liens connexes
- Convoi n° 6 du 17 juillet 1942
- Auschwitz